# 医学继续教育杂志
《医学继续教育杂志》（英語：Postgraduate Medical Journal），是1925年由医学继续教育基金会设立的一份同行审查医学杂志，该杂志也是学继续教育基金会的正式期刊。这本书目前由《英国医学期刊》代理出版。

## 范围
该期刊旨在通过发表有关临床医生和医师的广泛专题的论文，为医生的持续专业发展做出贡献。它涵盖医学和医学教育研究所有分支的临床实践的研究转化（转化医学）。期刊发表不同类型的文章，包括原始的研究论文、评论、质量改进报告、社论及其附件。

## 摘要和索引
该杂志可在科学引文索引、流行内容/临床医学、医学索引、PubMed、MEDLINE中查询摘要与索引。根据期刊引证报告，该杂志在2013年的影响因子为1.549。